# Cyprinodon macrolepis
Cyprinodon macrolepis é uma espécie de peixe da família Cyprinodontidae.
É endémica do México.